# Goławin
Goławin – wieś sołecka w Polsce położona w województwie mazowieckim, w powiecie płońskim, w gminie Czerwińsk nad Wisłą.
Prywatna wieś szlachecka Goławino położona była w drugiej połowie XVI wieku w powiecie zakroczymskim ziemi zakroczymskiej województwa mazowieckiego.
W latach 1954–1961 wieś należała i była siedzibą władz gromady Goławin, po jej zniesieniu w gromadzie Chociszewo. W latach 1975–1998 miejscowość administracyjnie należała do województwa płockiego.